# Тексашки масакр моторном тестером
Тексашки масакр моторном тестером (енгл. The Texas Chain Saw Massacre) је амерички хорор филм из 1974. године, у режији Тоба Хупера, који је и написао сценарио заједно са Кимом Хенкелом. Главне улоге у филму тумаче Мерилин Бернс, Пол Партајн, Едвин Нил, Џим Сидоу, Гунар Хансен и Тери Мекмин. Радња прати групу пријатеља који, током посете старом имању, постају жртве породице канибала. Филм је рекламиран као истинита прича како би привукао ширу публику и послужио као суптилан коментар на политичку климу тог доба. Иако су лик Ледерфејса и поједини детаљи приче инспирисани злочинима убице Еда Гина, радња је углавном фиктивна.
Хупер је филм снимио за мање од 140.000 долара и користио је глумачку екипу састављену углавном од релативно непознатих глумаца из централног Тексаса, где је филм и сниман. Због насилног садржаја, Хупер је имао тешкоћа да пронађе дистрибутера, али је филм на крају откупила компанија Bryanston Distributing Company. Хупер је смањио количину експлицитног насиља у филму у нади да ће добити PG рејтинг, али му је Америчка филмска асоцијација доделила ознаку R. Филм је имао сличних проблема и у иностранству, био је забрањен у више земаља, а бројни биоскопи су престали да га приказују након жалби на његов насилни садржај.
Тексашки масакр моторном тестером је у америчким биоскопима изашао 11. октобра 1974. године. Иако је у почетку наишао на помешане рецензије критичара, филм је био изузетно исплатив, зарадивши преко 30 милиона долара на америчким благајнама. Данас се сматра једним од најбољих и најутицајнијих хорор филмова свих времена. Заслужан је за увођење више елемената који су постали уобичајени у слешер жанру, укључујући употребу електричних алата као оружја за убиства, представљање убице као крупне, маскиране фигуре и концепт „последње девојке”. Филм је изнедрио франшизу која је наставила причу о Ледерфејсу и његовој породици кроз наставке, преднаставке, римејк, стрипове и видео-игре. Године 2024, Конгресна библиотека је изабрала Тексашки масакр моторном тестером за чување у Националном регистру филмова Сједињених Држава као „културно, историјски или естетски значајан”.

## Радња
У раним јутарњим сатима 18. августа 1973. године, пљачкаш гробова краде неколико лешева са гробља у близини града Њут, округ Муерто, у Тексасу. Он везује иструлели леш и друге делове тела за споменик, стварајући језив призор који открива мештанин у тренутку изласка сунца.
Возећи се комбијем, петоро тинејџера креће на путовање кроз тај крај: Сали Хардести, Џери, Пем, Кирк и Салин параплегични брат Френклин. Они застају на гробљу како би посетили гроб Салиног и Френклиновог деде, који изгледа нетакнуто. Док пролазе поред једне кланице, Френклин прича о историји породице Хардести у послу клања стоке. Убрзо узимају аутостопера, који прича о својој породици која је радила у старој кланици. Он позајмљује Френклинов џепни нож и посече свој длан, а затим фотографише групу и тражи новац за слику. Када одбију да плате, он спали фотографију и напада Френклина бритвом. Група га избацује из комбија, а он при одласку размаже крв по бочном делу возила. Са скоро празним резервоаром, група стаје на бензинску пумпу чији власник каже да нема горива. Потом истражују оближњу напуштену кућу у власништву породице Хардести.
Кирк и Пем напуштају остале, планирајући да оду до оближњег језерцета које је поменуо Френклин. На путу откривају другу кућу, окружену оронулим аутомобилима и напајану бензинским генераторима. У нади да ће тамо добити гориво, Кирк улази у кућу кроз откључана врата, док Пем чека напољу. Док претражује унутрашњост, појављује се крупан мушкарац са маском од људске коже и убија Кирка маљем. Када Пем уђе у кућу, налети на просторију пуну распадајућих остатака и намештаја направљеног од људских и животињских костију. Покушава да побегне, али је мушкарац хвата и набада на месарску куку. Потом пали моторну тестеру и комада Кирково тело пред Пем. Увече, Џери креће у потрагу за Пем и Кирком. Када уђе у другу кућу, проналази Пем, скоро мртву, у замрзивачу, али га одмах убија маскирани човек.
Како пада мрак, Сали и Френклин крећу да потраже пријатеље. На путу их напада маскирани човек, који моторном тестером убија Френклина. Он потом јури Сали до куће, где она налази веома старог, наизглед мртвог човека и иструлели женски леш. Бежећи од нападача, Сали скаче кроз прозор на спрату и трчи до бензинске пумпе. Док је човек прати, Сали стиже до пумпе, али се чини да је он нестао. Власник пумпе је теши и нуди помоћ, али је потом пребија, савладава и утоварује у свој камион. Власник пумпе одвози је до друге куће, где се појављује и аутостопер. Власник га грди због онога што је урадио на гробљу, откривајући да је он био пљачкаш гробова. У кући се поново појављује маскирани човек, сада обучен у женску одећу. Власник открива да су он и аутостопер браћа, а аутостопер се обраћа маскираном човеку као „Ледерфејсу”. Два брата доводе старца – „Деду” – низ степенице и секу Салин прст да би он могао да јој пије крв. Сали пада у несвест од ужаса.
Следећег јутра, Сали се буди. Мушкарци је злостављају и свађају се међусобно, одлучујући да је убију маљем. Покушавају да у то укључе Деду, али он је сувише слаб. Сали успева да се ослободи и истрчи на пут испред куће, где је браћа јуре. Надолазећи камион случајно прегази аутостопера. Возач камиона напада Ледерфејса великим кључем, због чега он пада и моторном тестером повређује сопствену ногу. Возач бежи, док Сали, сва крвава, зауставља камион у пролазу и успева да се попне у товарни простор, за длаку побегавши Ледерфејсу. Док се камион удаљава, Сали се хистерично смеје, а разјарени Ледерфејс замахује моторном тестером на путу, док сунце излази.

## Улоге
| Глумац        | Улога             |
| ------------- | ----------------- |
| Мерилин Бернс | Сали Хардести     |
| Ален Дензигер | Џери              |
| Пол Партејн   | Френклин Хардести |
| Вилијам Вејл  | Кирк              |
| Тери Мекмин   | Пем               |
| Едвин Нил     | аутостопер        |
| Џим Сидоу     | власник пумпе     |
| Гунар Хансен  | Ледерфејс         |
| Џон Даган     | Деда              |
| Роберт Кортин | перач стакла      |